# Euronychodon
Euronychodon („evropský drápový zub“) byl rod malého teropodního dinosaura, žijícího v období svrchní křídy (geologické věky turon až maastricht, asi před 92 až 72 miliony let) na území dnešního Portugalska a pravděpodobně i Uzbekistánu.

## Popis
Původce fosilních zubů, podle kterých byl tento taxon popsán, byl malým teropodním dinosaurem z čeledi Troodontidae. Jeho délka je odhadována zhruba na 2 metry. Typový druh E. portucalensis byl formálně popsán roku 1991 ze sedimentů v lokalitě Taveiro v Portugalsku. Holotyp nese označení CEPUNL TV 20 a jedná se o malý zub o délce 1,8 mm. Další dva dochované zuby jsou paratypy. Fosilie byly již v roce 1988 popsány jako fosilní materiál patřící do druhu Paronychodon lacustris.
Další druh E. asiaticus byl formálně popsán ruským paleontologem Lvem Nesovem v roce 1995 ze sedimentů souvrství Bissekty na území Uzbekistánu. Holotyp nese označení CCMGE N 9/12454 a opět se jedná o izolovaný fosilní zub, dalších šest zubů představuje paratypy.

## Zařazení
Přesné zařazení do systému není na základě izolovaných fosilních zubů možné, proto přesnější přiřazení než do čeledi Troodontidae neexistuje. Blízce příbuznými taxony byly nicméně Paronychodon, Zapsalis a Richardoestesia, celkově velmi podobné zuby měl také rod Byronosaurus. Není však jisté, zda jsou oba druhy skutečně zástupci stejného rodu. Podle některých paleontologů je Euronychodon nomen dubium (pochybné vědecké jméno).